# Foodfestival
Een foodfestival is een evenement waarbij eten en proeven centraal staan.

## Ontstaan
De eerste foodfestivals in Nederland zijn tussen 1980 en 1990 ontstaan, waarschijnlijk in navolging van het Preuvenemint in Maastricht, dat in 1982 voor het eerst plaatsvond. Deze eerste evenementen richtten zich op het hogere segment en het eten werd verzorgd door de betere restaurants uit de regio. Dit type evenementen is breed verspreid.

## Trend
Vanaf circa 2010 is er een trend te zien voor laagdrempelige foodfestivals, waarbij het eten geserveerd wordt uit mobiele keukens, een idee afkomstig uit de Verenigde Staten. In Nederland waren deze mobiele keukens voornamelijk te zien op muziekfestivals. Het aanbod hiervan werd steeds beter en uitgebreider.
"Al enkele jaren geleden merkten wij dat alleen een patatje serveren op festival niet meer volstaat, bezoekers willen naast goede muziek kunnen genieten van goed eten en drinken."
De populariteit van foodfestivals volgt die van de muziekfestivals. Op deze festivals wilden steeds meer goede keukens zich aanbieden, maar hier was vaak niet goed genoeg plek voor. Hierdoor is het idee ontstaan om speciale foodfestivals te gaan organiseren.